# Paul Buhre
Pour les articles homonymes, voir Buhre (homonymie).
Paul Buhre (en russe: Павел Буре, Pavel Bouré; Павелъ Буре avant la Révolution) est une entreprise horlogère russe fondée en 1874 et qui après la Révolution d'Octobre a poursuivi son activité en Suisse,. Cette marque avait le label de fournisseur de Sa Majesté Impériale depuis 1899.

## Histoire
Cette compagnie commence son histoire par une affaire familiale fondée en 1815 par Karl Buhre venu de Revel à Saint-Pétersbourg. Il existe une autre version selon laquelle il serait venu de Suisse.
Son fils, Pavel Karlovitch Buhre, reprend l'atelier et en ouvre une grande boutique de luxe sur la  perspective Nevsky. Plus tard, il sera fait citoyen d'honneur héréditaire pour services rendus à la Cour impériale. Le fils aîné de Pavel Karlovitch, Pavel Pavlovitch, naît en 1842. Il étudie à la Sankt-Petri-Schule puis à l'école de commerce allemande Saints-Pierre-et-Paul. Il devient partenaire en affaires de son père en 1868. En 1874, il achète une grande fabrique horlogère en Suisse à Le Locle. Pavel Buhre devient fournisseur du cabinet de l'empereur, et pour cela, il reçoit le droit de placer sur ses produits et vitrines les armoiries de l'Empire russe. De plus ses services sont chargés de surveiller et réparer les horloges de l'Ermitage. Cependant, la concurrence des marques Patek Philippe, Tissot et Breguet est très forte.
Pavel Buhre devient citoyen d'honneur héréditaire.
En 1884, Pavel Buhre est accepté à la 1re guilde de la classe des marchands.
En 1888, Pavel Buhre vend sa firme à deux citoyens suisses, Paul Girard et Georg Pfundu. Les deux propriétaires sont à la tête de la maison «Павелъ Буре» (Pavel Buhre) pour un capital de 30 000 roubles. Afin d'éviter de hautes taxes à l'importation, les montres Buhre étaient importées en Russie sous forme de pièces et l'assemblage final était effectué dans des ateliers spéciaux. Le travail des femmes et des enfants était aussi utilisé pour assembler les horloges. En 1892, un magasin est ouvert à Moscou, rue Petrovka, et plus tard à Kiev.

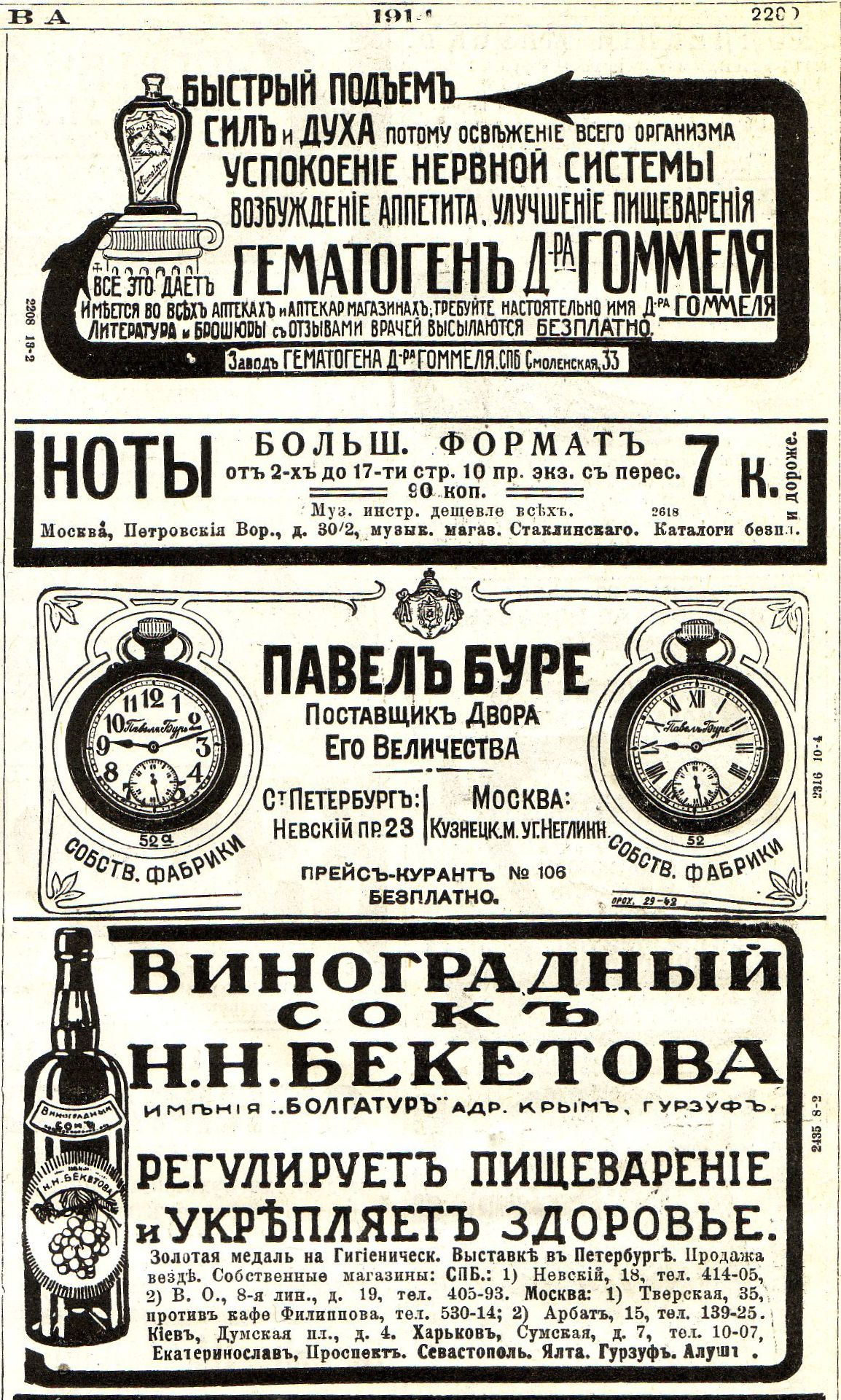
Publicité pour les montres Buhre (1914).

En 1899, la compagnie reçoit le titre de « fournisseur de Sa Majesté Impériale ». Dès lors, les bénéfices annuels de la firme atteignent plus de 50 mille roubles. À l'Exposition universelle de 1889 à Paris, elle reçoit une médaille d'argent.
Sous le règne d'Alexandre III, le cabinet de S.M.I. a acheté 3 477 montres pour la somme totale de 277 mille roubles. Une grande partie de ces montres provenait de chez Buhre. À l'Exposition universelle de 1900 à Paris, la firme reçoit une médaille d'or.
Après la Révolution d'Octobre, la compagnie est nationalisée et donnée au trust de précision mécanique, avec des pertes de 7 millions de roubles d'or. La compagnie garde ses activités en Suisse sous la marque Paul Buhre.
Lénine possédait une horloge murale Buhre dans son bureau et Staline en possédait une montre de poche.
En 2004, la compagnie « Maison de négoce Pavel Karlovitch Buhre » qui produit des montres et fournit de l'information sur l'histoire de la firme.

## Assortiment
Les produits de base de chez Buhre comprenaient des montres de gousset, dont le prix commençait à deux roubles. En outre  il y avait des montres de voyage, des horloges murales, des montres d'or à répétition. Le ministère russe de la Guerre et le ministère russe des ponts et chaussées étaient de gros clients de la compagnie.

## Quelques faits
- Des montres «Павел Буре» sont utilisées dans le film de 1971 Les Douze Chaises.
- L'année du 290e anniversaire de la dynastie Romanov, Chaliapine, après avoir chanté devant la famille impériale, reçut une montre Buhre de 150 roubles qu'il refusa, car il avait reçu la même un an plus tôt. Elle était ornée de brillants et plus tard elle atteignit 450 roubles. Alors, Chaliapine accepta le cadeau[6]. Ensuite, cette montre a été donnée par ses héritiers aux musées du Kremlin. Les premières montres de poignet sont produites par Buhre en 1904, pour la première fois en Russie.

## Source de la traduction
- (ru) Cet article est partiellement ou en totalité issu de l’article de Wikipédia en russe intitulé « Павел Буре (торговый дом) » (voir la liste des auteurs).